# 수곡동 (청주시)
수곡동은 충청북도 청주시 서원구에 있는 동이다. 법정동이 수곡동이며, 행정동은 수곡1동과 수곡2동으로 나뉜다. 청주교육대학교가 있으며, 청주지방법원 및 청주지방검찰청이 있었다. 현재 그 자리에는 청렴연수원이 있다.

## 교육 시설
- 청주교육대학교
  - 청주교육대학교 부설초등학교
- 한솔초등학교
- 수곡초등학교
- 청주남중학교
- 수곡중학교

## 역사
- 1897년, 충청북도 청주군 남주내면 수곡리
- 1914년, 충청북도 청주군 사주면 산북리
- 1963년, 충청북도 청주시 산미분수곡동
- 1992년, 충청북도 청주시 수곡동
- 1995년, 충청북도 청주시 흥덕구 수곡동
- 1996년, 수곡동이 수곡1동과 수곡2동으로 분동
- 2014년, 청주시 통합으로 충청북도 청주시 서원구 수곡동으로 개편.

## 주요 시설

### 주거

#### 아파트
산남주공 3차APT
수곡동
- 포스코건설 청주 더샵 퍼스트파크 : 2021년 3월 입주예정.

### 언론
- 기독교충북방송